# Jacques Mairesse (économiste)
Pour les articles homonymes, voir Jacques Mairesse et Mairesse.
Jacques Mairesse, né le 16 août 1940, est un économiste français. Il est le fils posthume de Jacques Mairesse (27 février 1904-13 juin 1940), joueur international de football, mort pour la France.

## Biographie et travaux
Jacques Mairesse a été inspecteur général de l'INSEE (Paris) de 1988 à 2005. Il a été directeur de l’École nationale de la statistique et de l'administration économique (ENSAE-Paris Tech) de 1980 à 1990 où il a contribué à la création en 1990 du Centre de recherche en économie et statistique (CREST). À partir de 1978, il a aussi été directeur d’études à l'École des hautes études en sciences sociales (EHESS), Paris. 
Depuis 1990, il est chercheur au laboratoire de microéconométrie du CREST et au GRECSTA (Groupe de recherche en économie et statistique). Il est également Research Associate au National Bureau of Economic Research (NBER), Boston depuis 1980. Il est aussi professeur d'économétrie appliquée de la R&D, de l’innovation et de la productivité à l'université de Maastricht et Professorial Fellow à l’UNU-MERIT (Maastricht) depuis 2005.

## Recherche
Influencé par les travaux originaux de Zvi Griliches – avec qui il a écrit de nombreuses publications – sur l’économie des changements technologiques, sur les questions des données en économie, sur les modèles avec des erreurs de mesure, et l’économétrie des données de panel, ses recherches ont été effectuées dans les domaines de l’économie de la production, de l’économétrie des données de panel, et principalement sur la mesure du capital et sur les questions de la productivité et des changements technologiques. Il a contribué à diverses études comparatives qui utilisent des données individuelles d’entreprises pour la France, les États-Unis et d’autres pays, particulièrement pour analyser les activités de Recherche et Développement (R&D) et leurs effets sur la productivité des entreprises. Ses sujets de recherche actuels portent sur l’économie de la science, de l’innovation et des connaissances avec une attention spécifique sur l’évaluation des performances économiques à différents niveaux d’analyse et sur l’interaction entre les changements technologiques et organisationnels dans l’entreprise.

## Publications
Il a écrit et / ou édité de nombreux livres. Il a publié dans des journaux renommés tels que l’American Economic Review, l’European Economic Review, le Journal of Econometrics, et la Review of Economics and Statistics, parmi bien d’autres. Une sélection: 
- Zvi Griliches et Jacques Mairesse (1983), "Comparing productivity growth: An exploration of French and U.S. industrial and firm data", European Economic Review, 21(1-2), 89-119.
- Griliches, Zvi, and Jacques Mairesse (1993): Productivity issues in services at the micro level, Boston: Kluwer Academic Publishers.
- Hall, Bronwyn, and Jacques Mairesse (1995): Exploring the relationship between R&D and productivity in French manufacturing firms, Journal of Econometrics, 65(1), 263-293.
- Crépon, Bruno, Emmanuel Duguet, and Jacques Mairesse (1998): Research, innovation and productivity: An econometric analysis at the firm level, Economics of Innovation and New Technology, 7(2), 115-158.
- Encaoua, David, Bronwyn Hall, François Laisney, and Jacques Mairesse (2000): The Economics and Econometrics of Innovation, Amsterdam: Kluwer Academic Publishers.
- Mairesse, Jacques and Pierre Mohnen (2002): Accounting for innovation and measuring innovativeness: An illustrative framework and an application, American Economic Review, 92(2), 226-230.
- Bond, Stephen, Julie Elston, Jacques Mairesse, and Benoît Mulkay (2003): Financial factors and investment in Belgium, France, Germany and the United Kingdom: A comparison using company panel data, Review of Economics and Statistics, 85(1), 153-165.
- Lissoni, Francesco, Jacques Mairesse, Fabio Montobbio, and Michele Pezzoni (2011): Scientific productivity and academic promotion: A study on French and Italian physicists, Industrial and Corporate Change, 20(1), 253-294.
- Dobbelaere, Sabien, and Jacques Mairesse (2013): Panel data estimates of the production function and product and labor market imperfections, Journal of Applied Econometrics, 28(1), 1-46.